# Южвикевич (герб)
Южвикевич (пол. Juźwikiewicz) — шляхетський герб, різновид герба Леліва.

## Опис герба
Опис з використанням принципів блазонування, запропонованих Альфредом Знамеровським:
В червоному полі над срібним півмісяцем така ж п'ятипроменева зірка. Клейнод: рука, озброєна мечем.

## Найбільш ранні згадки
Згідно з Юліушем Каролем Островським герб дарований польським королем Станіславом Августом 25 лютого 1777 року разом з нобілітацією братам Южвикевичам (Юзьвикевичам): Дизмі, товаришу знаку панцерного та Мацею, поручнику в регіменті генерал-майора Козловського.

## Роди
Южвикевичі (Юзьвикевичі) (Jóźwikiewicz, Juźwikiewicz).
Згідно з записами про нобілітацію, правильною формою прізвища повинна бути Jóźwikiewicz.